# جوناثان كليفلاند
جوناثان كليفلاند هو سباح كندي، ولد في 19 ديسمبر 1970 في فريسنو في الولايات المتحدة.

## روابط خارجية
- جوناثان كليفلاند على موقع الاتحاد الدولي للسباحة (الإنجليزية)
- جوناثان كليفلاند على موقع أوليمبيديا (الإنجليزية)
- جوناثان كليفلاند على موقع اللجنة الأولمبية الكندية (الإنجليزية)